# Amthof 2 (Alsfeld)

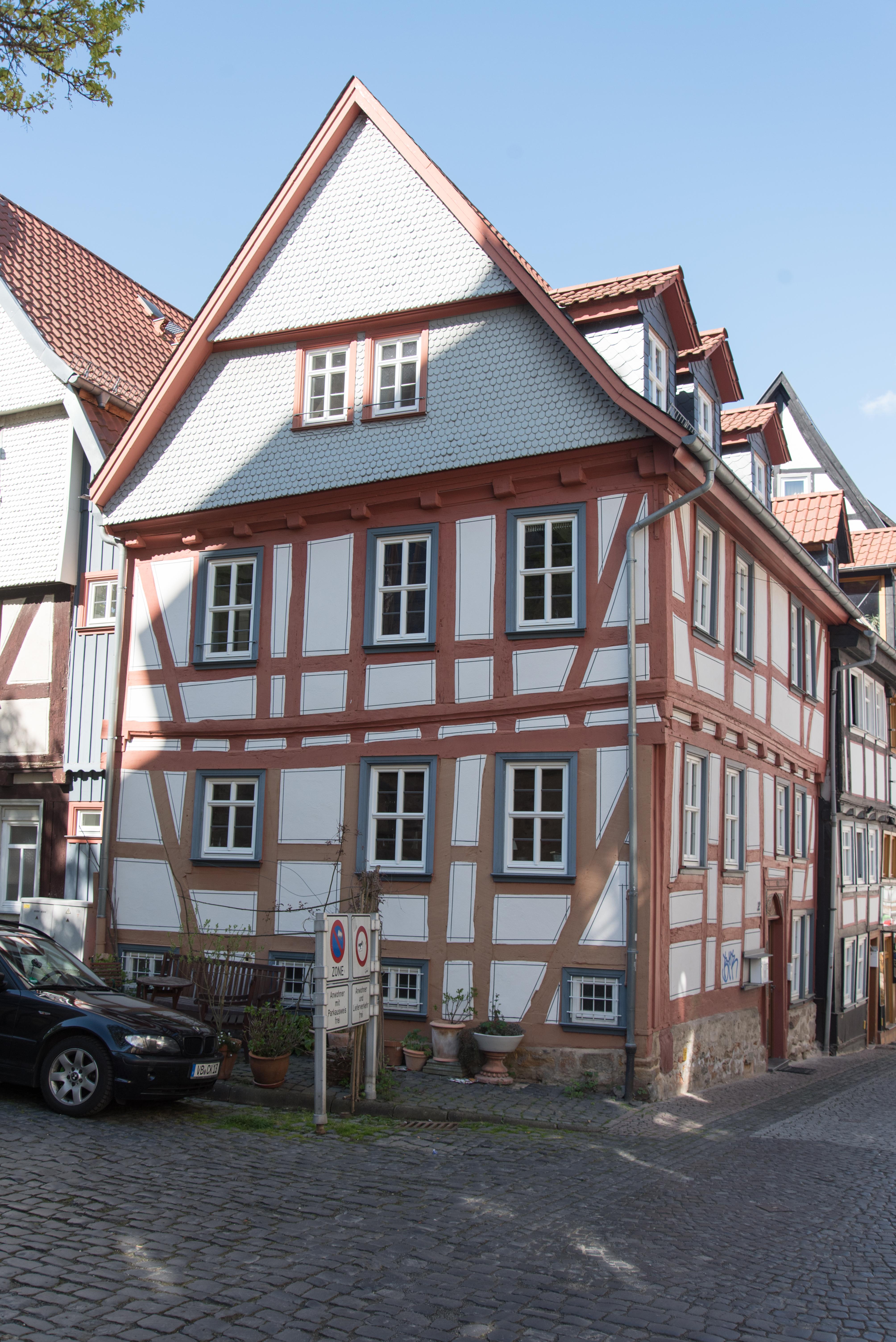
Haus Amthof 2 in Alsfeld

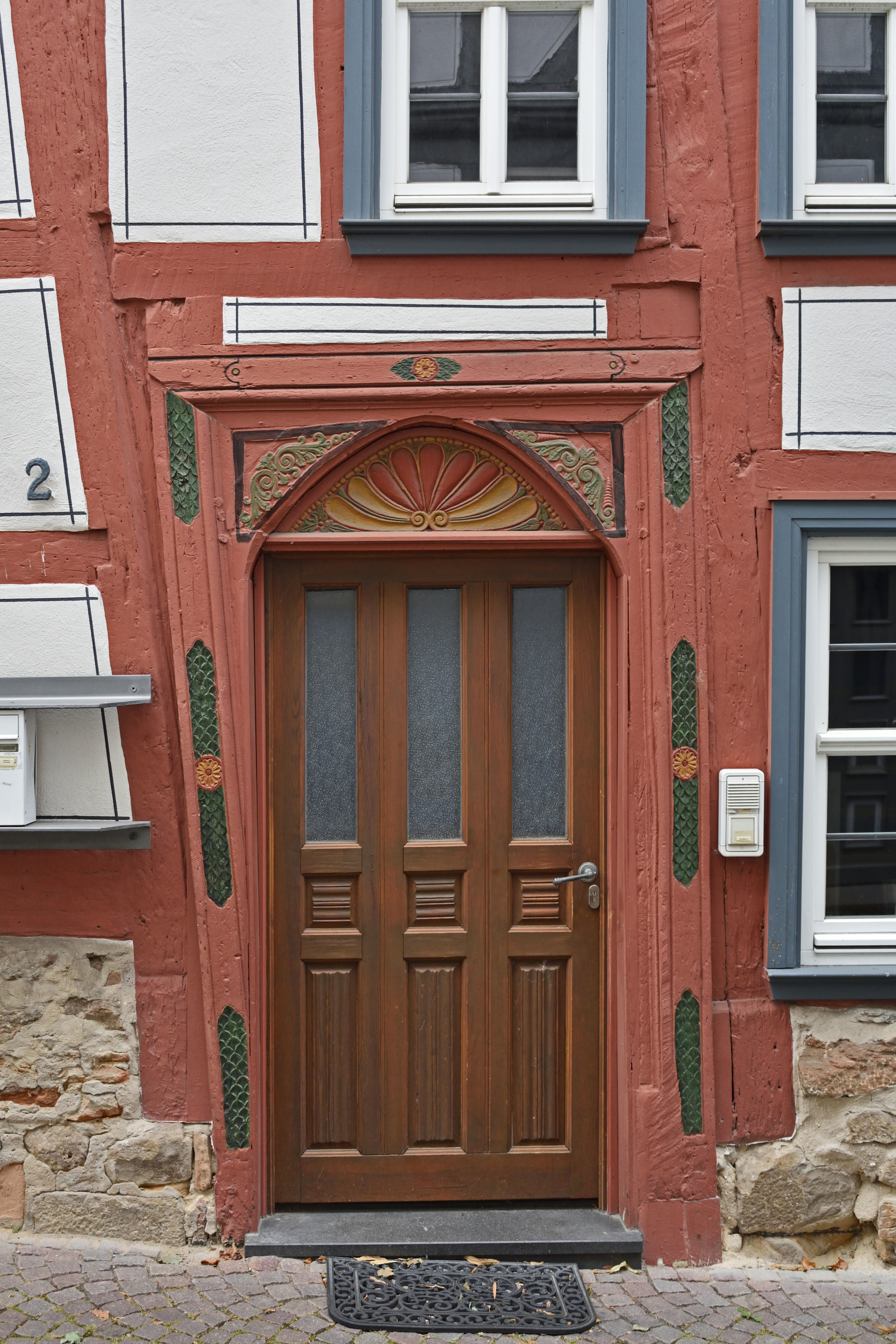
Tür mit geschnitztem Rahmen

Das Gebäude Amthof 2 in Alsfeld, einer Stadt im Vogelsbergkreis in Hessen, wurde in der Mitte des 16. Jahrhunderts errichtet. Das Fachwerkhaus, eines der ältesten Häuser in der Nähe der Walpurgiskirche, ist ein geschütztes Kulturdenkmal.
Das an der Ecke von Amthof und Kirchplatz stehende Wohnhaus war ursprünglich als Hallenhaus konzipiert. Es verfügt im Erdgeschoss über eine schlichte Fachwerkkonstruktion, im Obergeschoss finden sich Stockwerkstreben mit einfacher Verriegelung.